# ان‌جی‌سی ۲۳۶۶
ان‌جی‌سی ۲۳۶۶ (انگلیسی: NGC 2366) نام یک کهکشان در صورت فلکی زرافه است.

## نگارخانه

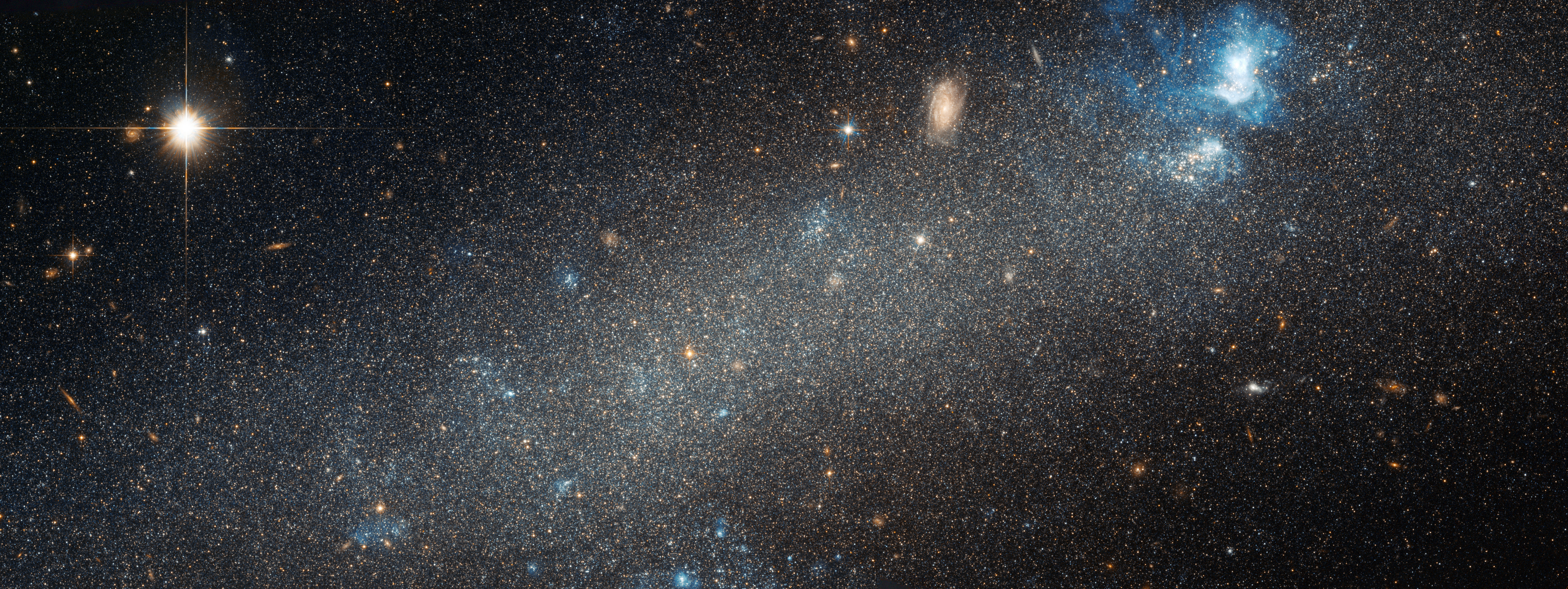